# جون إي. موران
جون إي. موران (بالإنجليزية: John E. Moran)‏ هو عسكري أمريكي، ولد في 23 أغسطس 1856 في فيرنون في الولايات المتحدة، وتوفي في 7 نوفمبر 1930.